# Día Mundial de la Población
El Día Mundial de la Población es una jornada que se celebra anualmente el 11 de julio desde 1990, reconocido en ese mismo año por la Asamblea General de las Naciones Unidas (AGNU).

## Proclamación
El Día Mundial de la Población se propuso en 1989 por el Consejo de Administración del Programa de las Naciones Unidas para el Desarrollo (PNUD). La Asamblea General de las Naciones Unidas, el 21 de diciembre de 1990, decidió mantener este día con el objetivo de aumentar la conciencia sobre las cuestiones de población y su relación con el medio ambiente y el desarrollo.La propuesta inicial fue del Dr. K.C. Zachariah cuando trabajaba como demógrafo principal en el Banco Mundial, inspirada por el interés público generado el 11 de julio de 1987, día en que la población mundial alcanzó los cinco mil millones.

## Celebración
Este día se celebra el 11 de julio. Tuvo su primera conmemoración en 1990 con la participación de más de 90 países. La elección de la fecha no tiene un evento específico asociado, pero se determinó para destacar y fomentar la discusión sobre los desafíos y oportunidades que presenta la dinámica poblacional mundial
Desde entonces, la celebración ha sido apoyada por diversas oficinas del Fondo de Población de la ONU (UNFPA) y otras organizaciones que colaboran con gobiernos y la sociedad civil. Cada año, se organizan eventos y campañas para abordar temas específicos relacionados con la población, tales como la planificación familiar, la igualdad de género y la salud reproductiva y derechos humanos.
- 2002: Greater support for reproductive health services,[6] ('Mayor apoyo para los servicios de salud reproductiva')
- 2003: One billion adolescents: the right to health, information and services,[7]('Mil millones de adolescentes: el derecho a la salud, la información y los servicios')
- 2004: World Population Day and a ten years anniversary,[8] ('Décimo aniversario del Día Mundial de la Población')
- 2005: Gender equality,[9] (Igualdad entre géneros)
- 2006: Young People,[10] (Gente joven)
- 2007: Men as Partners in Maternal Health,[11] ('Hombres como socios en la salud materna')
- 2008: Family Planning: It’s a Right; Let’s Make it Real,[12]('Planificación familiar: es un derecho; hagámoslo realidad )'
- 2009: Invertir en mujeres y niñas[13][14]
- 2010: Todos cuentan[15]
- 2011: Siete mil millones de personas cuentan las unas con las otras[16]
- 2012: Acceso universal a los servicios de salud reproductiva[17]
- 2013: Embarazo Adolescente[18]
- 2014: Inversión en Juventud[19]
- 2015: Poblaciones vulnerables en situaciones de emergencia[20]
- 2016: Inversión en la niña adolescente[21]
- 2017: Anticoncepción para el empoderamiento de las personas[22]
- 2018: La planificación familiar es un derecho humano[23]
- 2019: Los Asuntos pendientes de la Conferencia de El Cairo[24]
- 2020: Frenar la COVID-19: cómo proteger la salud y los derechos de las mujeres y las niñas ya[25]
- 2021: Los derechos y las opciones son la respuesta[26]
- 2022: El foco de atención deberían ser las personas y no las poblaciones[27]
- 2023: Lo que las mujeres y las niñas quieren importa[28]